# Cantón de Bénévent-l'Abbaye
El cantón de Bénévent-l'Abbaye era una división administrativa francesa, que estaba situada en el departamento de Creuse y la región de Limusín.

## Composición
El cantón estaba formado por diez comunas:
- Arrènes
- Augères
- Aulon
- Azat-Châtenet
- Bénévent-l'Abbaye
- Ceyroux
- Châtelus-le-Marcheix
- Marsac
- Mourioux-Vieilleville
- Saint-Goussaud

## Supresión del cantón de Bénévent-l'Abbaye
En aplicación del Decreto nº 2014-161 de 17 de febrero de 2014, el cantón de Bénévent-l'Abbaye fue suprimido el 22 de marzo de 2015 y sus 10 comunas pasaron a formar parte del nuevo cantón de Le Grand-Bourg.